# قراءة الكسائي
قراءة الكسائي هي قراءة القرآن المتواترة المأخوذة عن القرآنية الكسائي الكوفي. والذي اجتمعت فيه أمور: كان أعلم الناس بالنحو، وأوحدهم بالغريب، وكان أوحد الناس بالقرآن، فكانوا يكثرون عليه حتى يضطر أن يجلس على الكرسي ويتلوا القرآن من أوله إلى آخره وهم يسمعون منه ويضبطون عنه.

## التعريف بصاحب القراءة
هو أبو الحسن علي بن حمزة الكسائي النحوي، لقب بالكسائي لأنه كان في الإحرام لابسا كساء، قال أبو بكر الأنباري: اجتمعت في الكسائي أمور: كان أعلم الناس بالنحو وأوحدهم بالغريب وكان أوحد الناس بالقرآن فكانوا يكثرون عليه حتى يضطر أن يجلس على الكرسي ويتلوا القرآن من أوله إلى آخره وهم يسمعون منه ويضبطون عنه. توفي سنة 189 تسع وثمانين ومائة، وقد اشتهر بالرواية عنه أبو الحارث والدوري.

## شيوخ وتلاميذ الكسائي
شيوخه: تلقى القراءات عن كثيرين؛ منهم:
1. حمزة بن حبيب الزيات الكوفي (ت156هـ).
2. محمد بن أبي ليلى (ت148هـ).
3. عيسى بن عمر الهمداني.

وروى الحروف عن أبي بكر بن عياش، وإسماعيل ويعقوب ابني جعفر، ورحل إلى البصرة فأخذ اللغة عن الخليل بن أحمد الفراهيدي.

### تلاميذه
تلقى القرآن والقراءات عنه كثيرون؛ منهم :
1. أبو الحارث الليث بن خالد البغدادي (ت240هـ).
2. حفص بن عمر الدوري (ت246هـ).
3. أبو عبيد القاسم بن سلام (ت224هـ).
4. قتيبة بن مهران الأصبهاني (ت202هـ).
5. ابن ذكوان (ت242هـ).
6. يحيى بن آدم (ت203هـ).
7. خلف بن هشام البزار (ت229هـ).
8. يحيى بن زياد الفراء (ت207هـ).

وروى الحروف عنه : يعقوب الحضرمي- أحد القراء.

## أصول قراءة الكسائي
- له البسملة بين السورتين إلا الأنفال والتوبة، فله بينهما: الوصل أو السكت أو الوقف، وهذه الأوجه الثلاثة جائزة لجميع القراء.
- قرأ بضم الهاء والميم إذا وردتا بعد كسر أو ياء ساكنة، وبعد الميم ساكن، فإذا وقف كسر الهاء، نحو: (عَلَيْهِمُ الْقِتالُ)، (بِهِمُ الْأَسْبابُ)
- قرأ بتوسط المد المنفصل والمتصل.
- قرأ في الاستفهام المكرر بالإخبار في الأول، والاستفهام في الثاني إلا ما استثني.
- أدغم ذال (إذ) في حروفها سوى الجيم، وأدغم دال (قد) وتاء التأنيث ولام هل ويل في حروفها.
- وأدغم الباء الساكنة في الفاء، والذال في التاء من (عُذْتُ) و(فَنَبَذْتُها) و(أَخَذْتُمْ) كيف ورد، والدال في الذال من (كهيعص) ذِكْرُ وفي الثاء من (وَمَنْ يُرِدْ ثَوابَ) والباء في الميم من (وَيُعَذِّبُ مَنْ) في البقرة، والنون في الواو من (يس وَالْقُرْآنِ) و(ن وَالْقَلَمِ) والفاء في الباء من (نَخْسِفْ بِهِمُ) والثاء في التاء من (أُورِثْتُمُوها) و(لَبِثْتَ) كيف وردا.
- وأدغم أبو الحارث اللام في الذال من (وَمَنْ يَفْعَلْ) ذلِكَ حيث ورد.
له الإمالة في:
1 - ذوات الياء.
2 - الرِّبَوا حيث ورد.
3 – {أَوْ كِلاهُما} [سورة الإسراء، الآية: 23]
4 – {التَّوْراةَ} حيث ورد.
5 – {رانَ} [سورة المطففين، الآية: 14]
6 - الألف الواقعة بين راءين ثانيتهما مكسورة وهي الْأَبْرارِ، الْأَشْرارِ، الْقَرارُ.
7 – {هارٍ} [سورة التوبة، الآية: 109]
8 - ألفات (حي طهر) من حروف الفواتح.
وأمال الدوري الألفات الواقعة قبل الراء المتطرفة المكسورة نحو وَفِي النَّارِ وبِالْكافِرِينَ المعرف والمنكر، وكلمات أخرى.
- قرأ بإمالة هاء التأنيث في الوقف إذا وقع قبلها أحد حروف (فجثت زينب لذود شمس) نحو: ثَلاثَةِ، رَحْمَةٌ، بَلْدَةً، وإن وقع قبلها أحد حروف (أكهر) وكان قبل أحد هذه الحروف كسرة أو ياء ساكنة أمالها نحو: الْمَلائِكَةِ، مِائَةَ، وَجْهَهُ، وإلا فتحها نحو: امْرَأَتُ، سَفاهَةٍ، حَسْرَةً: وإن وقع قبل الهاء أحد حروف: (حق ضغاط عص خظ) لم يملها، هذا هو المذهب الراجح عنه، وروي عنه إمالة الهاء بعد جميع الحروف سوى الألف.
- قرأ بإبدال تاء التأنيث المفتوحة هاء حال الوقف.
- قرأ ياء الإضافة بالإسكان إلا ما استثني.
- قرأ الياء الزائدة بالحذف إلا ما استثني.

## أسانيد قراءة الكسائي
وما كان من قراءة أبي الحسن علي بن حمزة الكسائي فإني قرأت بها القرآن غير مرة على ابن عبدوس وأخبرني أنه قرأ بها على أبي عمر وقرأ أبو عمر على الكسائي.
وأخبرني محمد بن يحيى الكسائي عن أبي الحارث الليث بن خالد عن الكسائي.
وأخبرني أحمد بن يوسف عن أبي عبيد عن الكسائي.
وحدثني حسن الجمال عن محمد بن عيسى الأصبهاني عن نصير ابن يوسف عن الكسائي.
وأخبرني أحمد بن يحيى ثعلب النحوي قال حدثنا سلمة بن عاصم عن أبي الحارث الليث بن خالد عن الكسائي.